# Европско првенство у атлетици на отвореном 1962 — 400 метара за мушкарце
Такмичење у трчању на 400 метара у мушкој конкуренцији на 7. Европском првенству у атлетици 1962. одржано је 12., 13. и 14. септембра у Београду на стадиону ЈНА.
Титулу освојену у Стокхолму 1958, није бранио John Wrighton из Уједињеног Краљевства,

## Земље учеснице
Учествовало је 24 такмичара из 14 земаља. 
1. Белгија (1)
2. Грчка (1)
3. Југославија (2)
4. Италија (3)
5. Лихтенштајн (1)
6. Немачка (2)
7. Пољска (2)
8. СССР (2)
9. Турска (1)
10. Уједињено Краљевство (3)
11. Француска (1)
12. Чехословачка (1)
13. Швајцарска (1)
14. Шведска (3)

## Рекорди
| Рекорди пре почетка Европског првенства 1962.     | Рекорди пре почетка Европског првенства 1962. | Рекорди пре почетка Европског првенства 1962. | Рекорди пре почетка Европског првенства 1962. | Рекорди пре почетка Европског првенства 1962. | Рекорди пре почетка Европског првенства 1962. |
| ------------------------------------------------- | --------------------------------------------- | --------------------------------------------- | --------------------------------------------- | --------------------------------------------- | --------------------------------------------- |
| Светски рекорд                                    | Отис Девис                                    | Сједињене Државе                              | 44,9                                          | Рим, Италија                                  | 6. септембар 1960.                            |
| Светски рекорд                                    | Карл Кауфман                                  | Немачка                                       | 44,9                                          | Рим, Италија                                  | 6. септембар 1960.                            |
| Европски рекорд                                   | Карл Кауфман                                  | Немачка                                       | 44,9                                          | Рим, Италија                                  | 6. септембар 1960.                            |
| Рекорди европских првенстава                      | John Wrighton                                 | Велика Британија                              | 46,3                                          | Стокхолм, Шведска                             | 21. август 1958.                              |
| Рекорди после завршетка Европског првенства 1962. |                                               |                                               |                                               |                                               |                                               |
| Рекорди европских првенстава                      | Ханс-Јоахим Реске                             | Немачка                                       | 46,1                                          | Београд, Југославија                          | 13. септембар 1962.                           |
| Рекорди европских првенстава                      | Robbie Brightwell                             | Велика Британија                              | 45,9                                          | Београд, Југославија                          | 14. септембар 1962.                           |

## Освајачи медаља
|                                        |                        |                           |
| Robbie Brightwell Уједињено Краљевство | Манфред Киндер Немачка | Ханс-Јоахим Реске Немачка |

## Сатница
| Датум         | Време | Коло          |
| ------------- | ----- | ------------- |
| 12. септембар | -     | Квалификације |
| 13. септембар | -     | Полуфинале    |
| 14. септембар | 19:50 | Финале        |

## Резултати

### Квалификације
У квалификацијама такмичари су били подељени у шест група. За полуфинале су се квалификовали по 3 првопласирана из свих шест група (КВ).
| Пласман | Група | Атлетичар             | Земља                | Резултат | Белешке |
| ------- | ----- | --------------------- | -------------------- | -------- | ------- |
| 1.      | 5     | Robbie Brightwell     | Уједињено Краљевство | 46,6     | КВ      |
| 2.      | 4     | Ханс-Јоахим Реске     | Немачка              | 46,9     | КВ      |
| 3.      | 3     | Манфред Киндер        | Немачка              | 47,1     | КВ      |
| 4.      | 5     | Ханс-Олаф Јохансон    | Шведска              | 47,2     | КВ      |
| 5.      | 5     | Марио Фрасчини        | Италија              | 47,3     | КВ      |
| 6.      | 2     | Вадим Архипчук        | Совјетски Савез      | 47,4     | КВ      |
| 7.      | 2     | Jacques Pennewaert    | Белгија              | 47,4     | КВ      |
| 8.      | 4     | Анджеј Баденски       | Пољска               | 47,4     | КВ      |
| 9.      | 5     | Милоје Грујић         | Југославија          | 47,5     |         |
| 10.     | 6     | Хансруди Брудер       | Швајцарска           | 47,5     | КВ      |
| 11.     | 2     | Серђо Бело            | Италија              | 47,6     | КВ      |
| 12.     | 4     | Жан Бертози           | Француска            | 47,6     | КВ      |
| 13.     | 6     | Adrian Metcalfe       | Уједињено Краљевство | 47,6     | КВ      |
| 14.     | 6     | Ronny Sunesson        | Шведска              | 47,6     | КВ      |
| 15.     | 2     | Bengt-Göran Fernström | Шведска              | 47,7     |         |
| 16.     | 3     | Бари Џексон           | Уједињено Краљевство | 47,7     | КВ      |
| 17.     | 6     | Мирослав Боснар       | Југославија          | 48,0     |         |
| 18.     | 3     | Виктор Бичков         | Совјетски Савез      | 48,2     | КВ      |
| 19.     | 1     | Јосеф Троусил         | Чехословачка         | 48,3     | КВ      |
| 20.     | 1     | Виторио Барберис      | Италија              | 48,4     | КВ      |
| 21.     | 3     | Vasilios Syllis       | Грчка                | 48,4     |         |
| 22.     | 1     | Јержи Ковалски        | Пољска               | 49,8     | КВ      |
| 23.     | 4     | Gürkan Çevik          | Турска               | 50,0     |         |
| 24.     | 1     | Руди Мат              | Лихтенштајн          | 50,5     |         |

### Полуфинале
У полуфиналу такмичари су биле подељене у три групе. За финале су се квалификовала прва два из сваке групе (КВ).
| Пласман | Група | Атлетичар          | Земља                | Резултат | Белешке |
| ------- | ----- | ------------------ | -------------------- | -------- | ------- |
| 1.      | 2     | Ханс-Јоахим Реске  | Немачка              | 46,1     | КВ, РЕП |
| 2.      | 2     | Adrian Metcalfe    | Уједињено Краљевство | 46,2     | КВ      |
| 3.      | 2     | Јержи Ковалски     | Пољска               | 46,3     |         |
| 4.      | 1     | Robbie Brightwell  | Уједињено Краљевство | 46,4     | КВ      |
| 5.      | 1     | Анджеј Баденски    | Пољска               | 46,5     | КВ      |
| 6.      | 3     | Манфред Киндер     | Немачка              | 46,5     | КВ      |
| 7.      | 3     | Бари Џексон        | Уједињено Краљевство | 46,5     | КВ      |
| 8.      | 1     | Јосеф Троусил      | Чехословачка         | 46,6     |         |
| 9.      | 2     | Вадим Архипчук     | Совјетски Савез      | 46,7     |         |
| 10.     | 3     | Ханс-Олаф Јохансон | Шведска              | 46,7     |         |
| 11.     | 1     | Хансруди Брудер    | Швајцарска           | 46,8     |         |
| 12.     | 3     | Jacques Pennewaert | Белгија              | 46,9     |         |
| 13.     | 2     | Марио Фрасчини     | Италија              | 47,0     |         |
| 14.     | 2     | Ronny Sunesson     | Шведска              | 47,4     |         |
| 15.     | 1     | Серђо Бело         | Италија              | 47,8     |         |
| 16.     | 3     | Виторио Барберис   | Италија              | 47,9     |         |
| 17.     | 1     | Виктор Бичков      | Совјетски Савез      | 48,3     |         |
|         | 3     | Жан Бертози        | Француска            | НС       |         |

### Финале
| Пласман | Атлетичар         | Земља                | Резултат | Белешке |
| ------- | ----------------- | -------------------- | -------- | ------- |
|         | Robbie Brightwell | Уједињено Краљевство | 45,9     | РЕП     |
|         | Манфред Киндер    | Немачка              | 46,1     |         |
|         | Ханс-Јоахим Реске | Немачка              | 46,4     |         |
| 4.      | Adrian Metcalfe   | Уједињено Краљевство | 46,4     |         |
| 5.      | Бари Џексон       | Уједињено Краљевство | 46,6     |         |
| 6.      | Анджеј Баденски   | Пољска               | 47,4     |         |